# Harrison megye (Indiana)
Harrison megye az Amerikai Egyesült Államokban, azon belül Indiana államban található. Megyeszékhelye és legnagyobb városa Corydon. Lakosainak száma 39 654 fő (2020. április 1.). Harrison megye Washington, Floyd, Jefferson, Hardin, Meade és Crawford megyékkel határos.

## Népesség
A megye népességének változása:
| Lakosok száma | 39 367 | 39 243 | 39 142 | 39 163 | 39 578 | 39 654 |
|               | 2010   | 2011   | 2012   | 2013   | 2015   | 2020   |